# Wielkie Księstwo Frankfurtu
Wielkie Księstwo Frankfurtu (niem. Großherzogtum Frankfurt) – istniejące w latach 1810–1813 państwo satelickie Francji, powstałe z połączenia terytoriów arcybiskupstwa Moguncji (z księstwem Ratyzbony) i wolnego miasta Frankfurtu.
Państwo zostało zlikwidowane w następstwie bitwy pod Lipskiem.

## Wielcy książęta Frankfurtu
- Karl Theodor von Dalberg 1810-1813

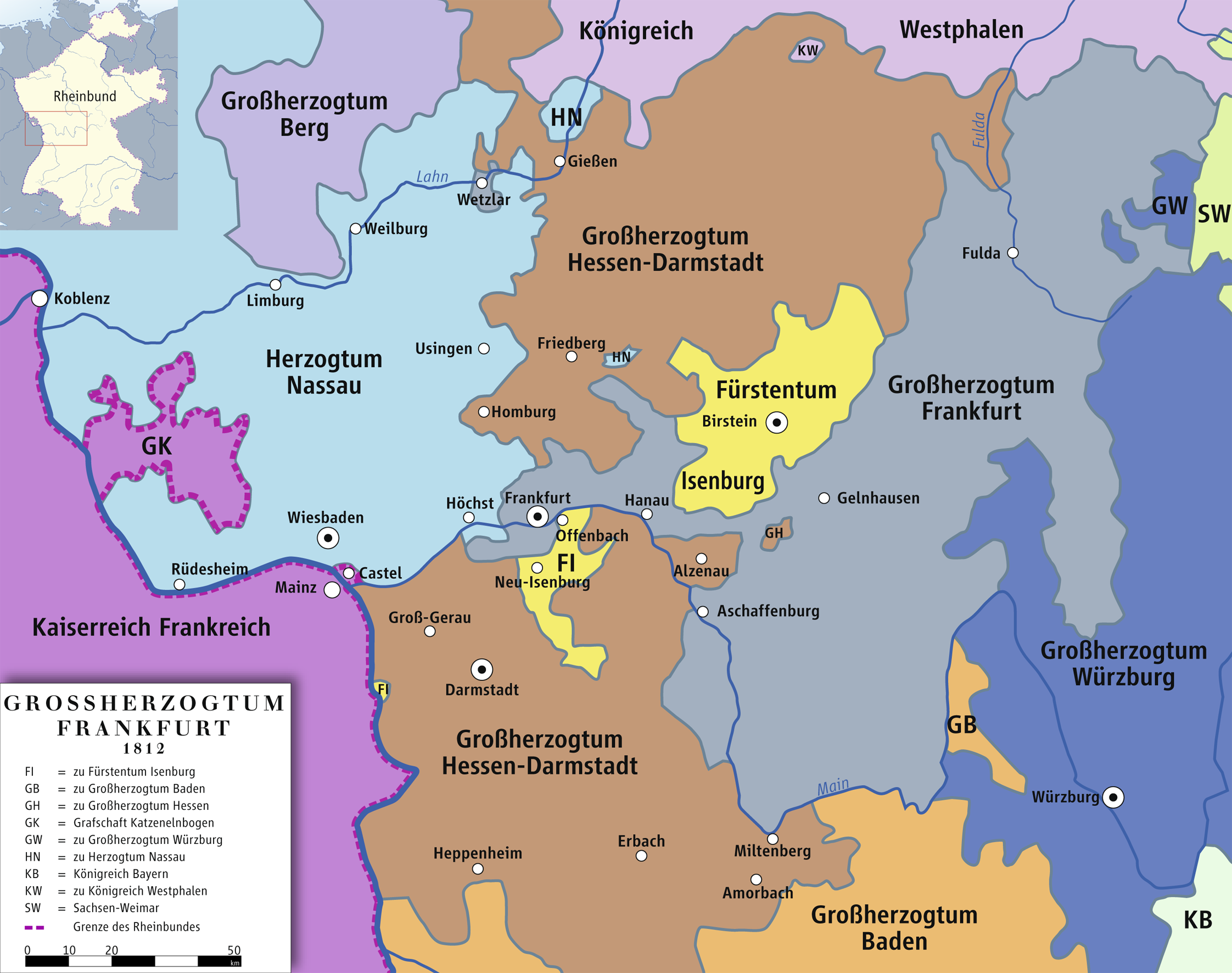
Wielkie Księstwo Frankfurtu

- Eugène de Beauharnais 1813